# Karmenu Vella
Karmenu Vella (Żurrieq, 19 juni 1950) is een Maltees politicus. Van november 2014 tot november 2019 was hij Europees commissaris namens Malta.

## Biografie
In 1976 werd Vella lid van het Maltees Parlement en was daarmee het jongste lid van het parlement. Van 1981 tot 1984 was hij minister van Openbare Werken, minister van Industrie tussen 1984 en 1987, minister van Toerisme tussen 1996 en 1998 en ten slotte opnieuw minister van Toerisme vanaf maart 2013 tot en met zijn voordracht als Europees Commissaris in 2014.
In het najaar van 2014 werd hij door de Maltese regering voorgedragen als Europees Commissaris. Als Maltees Eurocommissaris volgt hij Tonio Borg op. Hij kreeg de portefeuille Milieu, Maritieme Zaken en Visserij. Zijn benoeming ging in op 1 november 2014 en eindigde op 30 november 2019.
Vytenis Andriukaitis · Andrus Ansip (tot 2 juli 2019) · Dimitris Avramopoulos · Elżbieta Bieńkowska · Violeta Bulc · Miguel Arias Cañete  · Corina Crețu (tot 2 juli 2019) · Valdis Dombrovskis  · Marija Gabriel (vanaf 4 juli 2017) · Kristalina Georgieva (tot 1 januari 2017) · Johannes Hahn · Jonathan Hill (tot 15 juli 2016) · Phil Hogan  · Věra Jourová · Jean-Claude Juncker · Jyrki Katainen · Julian King (vanaf 19 september 2016) · Cecilia Malmström · Neven Mimica · Carlos Moedas · Federica Mogherini · Pierre Moscovici · Tibor Navracsics · Günther Oettinger · Maroš Šefčovič · Christos Stylianides · Marianne Thyssen · Frans Timmermans · Karmenu Vella · Margrethe Vestager